# Aeroporto Internacional Tolmachevo
O Aeroporto Novosibirsk Tolmachevo (em russo:  Аэропóрт Толмачёво) (IATA: OVB, ICAO: UNNT) está situado na cidade de Ob, a 16 km do centro de Novosibirsk, um centro industrial e científico na Sibéria e a terceira maior cidade da Rússia.
Existem duas pistas aéreas de 3.597 m  e 3.602 m no aeroporto de Tolmachevo, juntamente com um grande terminal de passageiros com duas seções conectadas: A seção A (para vôos domésticos) com 18 mesas de check-in, 2 pontes de jato, capacidade 1.800 passageiros / hora.  A seção B (para vôos internacionais) com 14 mesas de check-in, 3 pontes de jato, capacidade 1.300 passageiros / hora. O aeroporto possui, também, 2 terminais de carga e 61 estandes de aeronaves. A pista 16 está equipada com um ILS CAT II, que permite operações de aeronaves em teto baixo (30 metros) e visibilidade (350 metros).
O aeroporto está situado no meio da rota de algumas cidades importantes do Leste-Asiático (por exemplo, Seul, Xangai, Hong Kong, etc.) para a Europa, o que torna atrativo para as companhias aéreas de carga usá-lo para paradas de reabastecimento. Ele serve também como um aeroporto de desvio na rota Polar 1.
Tolmachevo é o aeroporto mais movimentado da Sibéria e o oitavo aeroporto mais movimentado da Rússia. Em 2016, o aeroporto serviu 4,097,490 passageiros (+ 10,6%) e administrava 24.882 toneladas de carga (+4,9%).
O aeroporto de Tolmachevo é operado pela Novaport desde 2011.

## História
As operações começaram em 12 de julho de 1957 com o primeiro vôo de passageiros de Tupolev Tu-104 de Novosibirsk para Moscou. O aeroporto era de propriedade da United Tolmachevo Aviation Enterprise e do Ministério da Aviação Civil da URSS até 1992. O aeroporto passou a ser uma sociedade por ações em 1995, com 51% de propriedade do estado.
O terminal doméstico foi completamente renovado em 2006. O aeroporto de Tolmachevo também é o primeiro aeroporto russo a receber o certificado ISO 9002-96. Em 29 de novembro de 2012, a primeira vez na história, o aeroporto recebeu seu terceiro milhão de passageiros anuais.
Durante 2014-2015, o antigo terminal internacional foi ampliado e se fundiu com o terminal doméstico, o que permitiu duplicar sua capacidade de passageiros. O aeroporto celebrou seus quatro milhões de passageiros anuais em 21 de dezembro de 2016.

## Transporte terrestre
O transporte público para a cidade é fornecido por uma série de rotas de ônibus, bem como por táxis privados e municipais. O serviço de ônibus também funciona entre o aeroporto e a estação de trem Ob na Trans-Siberian Railway - uma parada para trens de passageiros locais Elektrichka e alguns trens de longa distância na direção de Omsk.